# Castello di Choceň
Il castello di Choceň (in ceco zámek Choceň) si trova nella città omonima del Distretto di Ústí nad Orlicí, Regione di Pardubice nella Repubblica Ceca. La sua storia inizia nel XVI secolo

## Storia

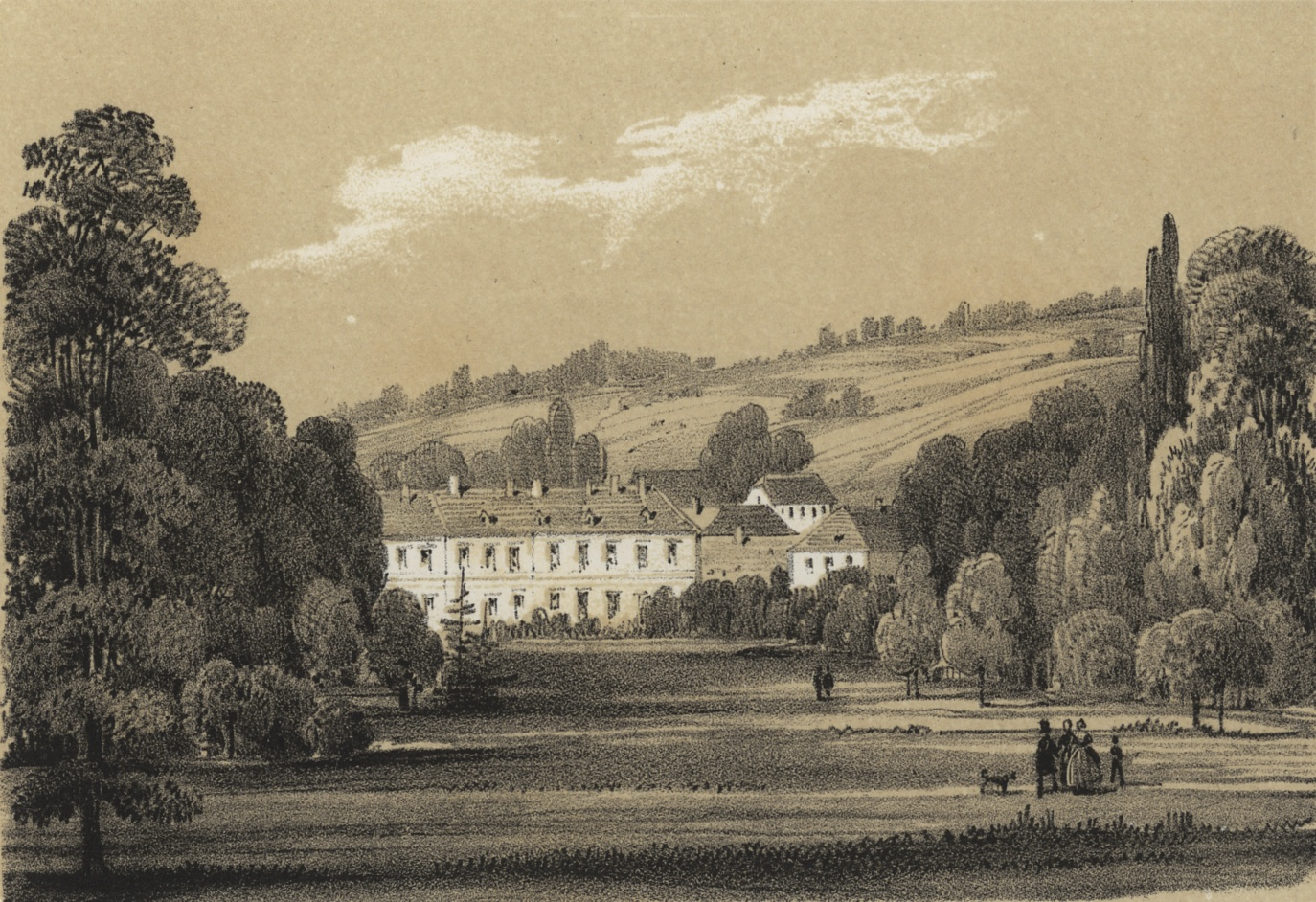
Il castello di Choceň come appare in una stampa del 1845

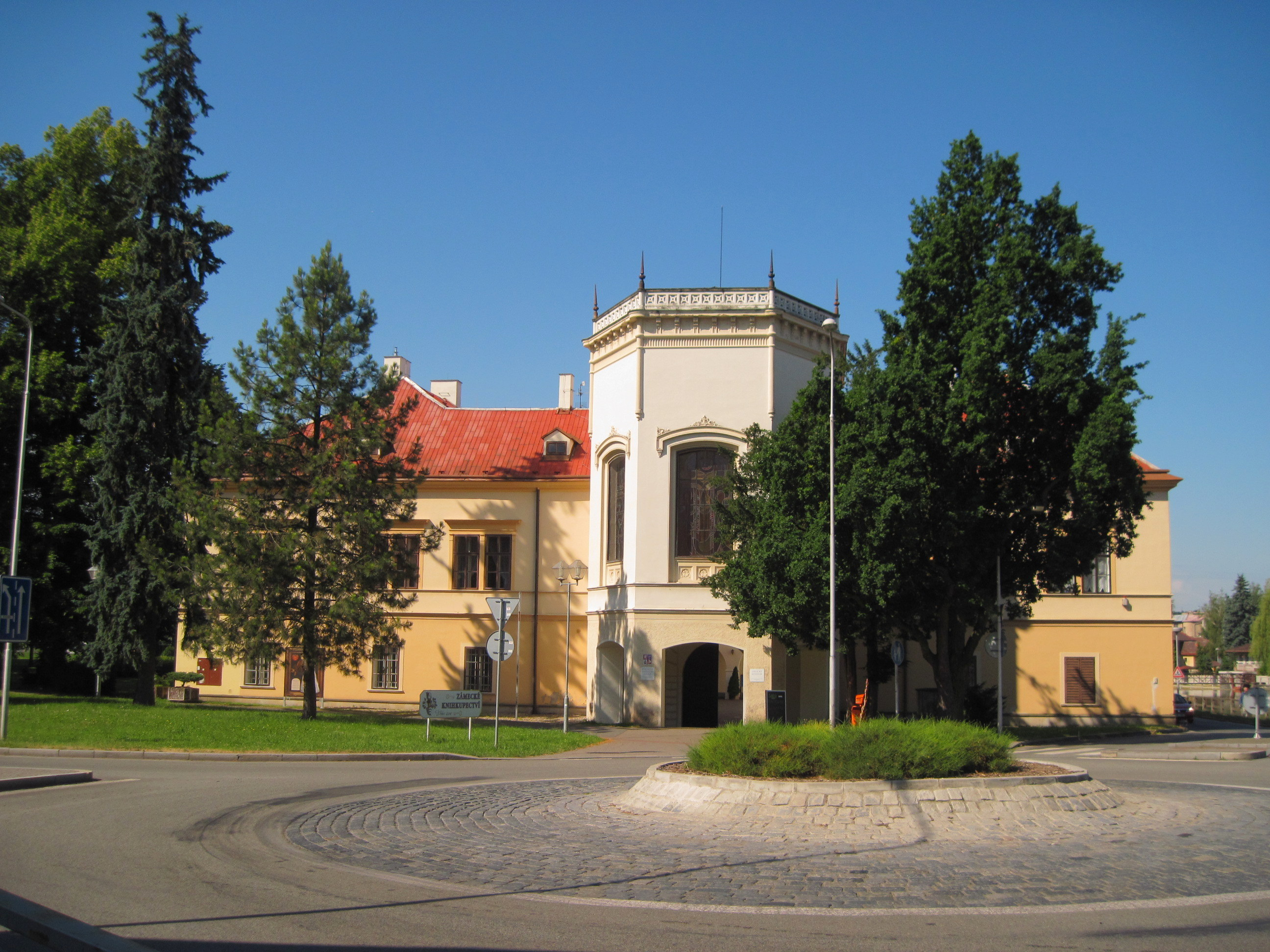
Castello di Choceň

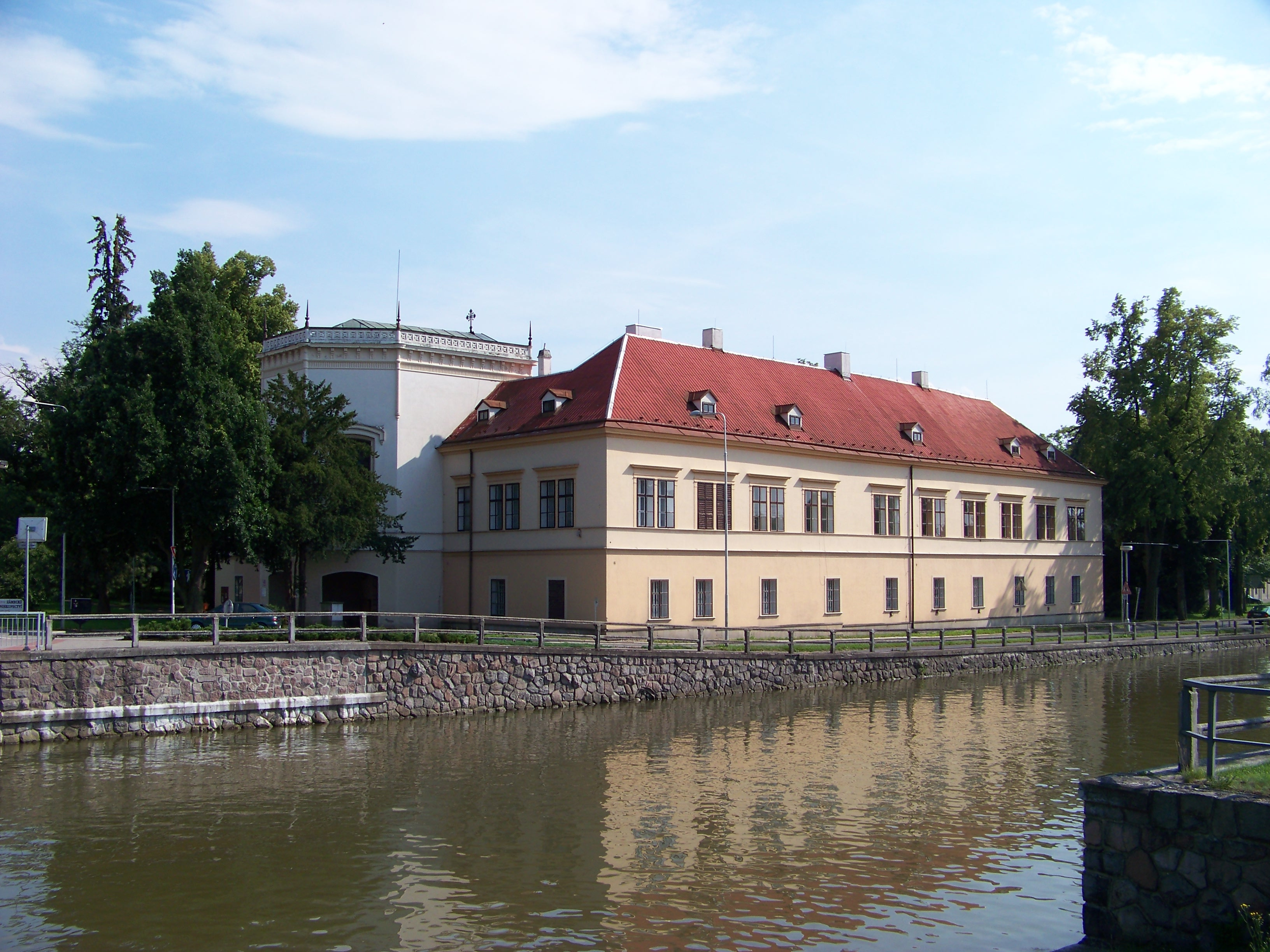
Castello e fiume Orlice

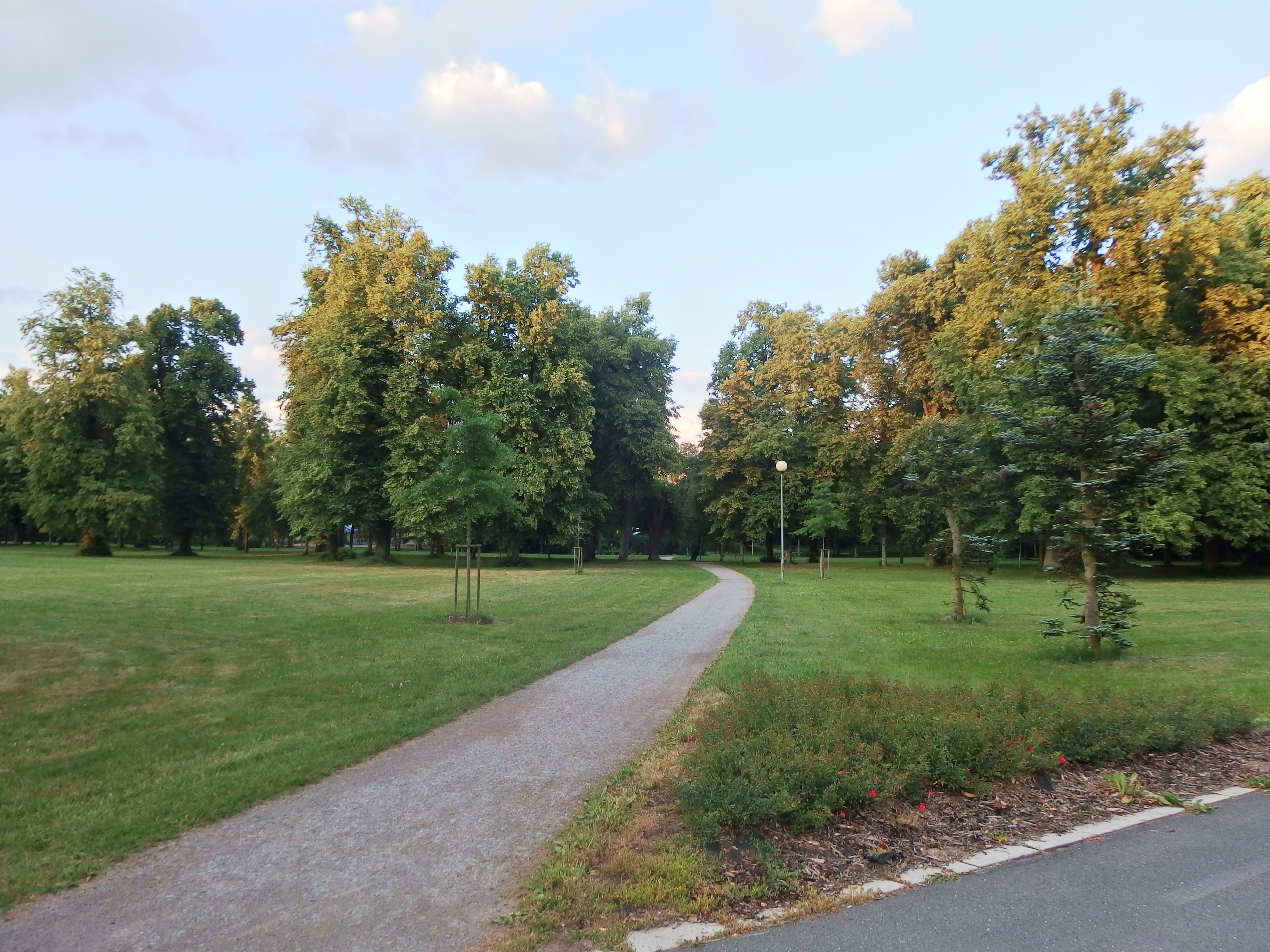
Parco

La prima testimonianza dell'esistenza di una casa padronale sul sito è un'iscrizione della metà del XVI secolo incisa sull'architrave dell'allora portale esterno poi spostata in una delle sale al piano terra del castello. In origine si trattava di un edificio ad un'ala e probabilmente sotto Hertvík Zejdlice di Šenfeld, tra il 1587 e il 1602, il castello acquisì una pianta chiusa a quattro ali. Alla fine della guerra dei trent'anni il castello fu saccheggiato dall'esercito svedese. L'edificio subì una modifica barocca sotto Norbert Oktavián Kinski negli anni tra il 1710 e il 1720. Dopo un incendio nel 1829, il castello fu completamente ricostruito secondo lo stile neoclassico e gli autori del progetto furono gli architetti viennesi J. Koch e B. Stach e venne ultimata la costruzione della cappella gentilizia neogotica dedicata all'Assunzione della Vergine Maria. Dopo il 1918 il comune di Choceň cercò di ottenere per via giudiziale l'esproprio del castello per fondarvi una scuola. Durante l'occupazione tedesca durante la seconda guerra mondiale l'edificio del castello fu utilizzato dalla Gioventù hitleriana e poi come campo per i prigionieri francesi. Vrso la fine della guerra servì da dormitorio per i dipendenti della ditta Hermann Goering - Werke. Nel 1945 il castello venne confiscato. L'ala sud venne lasciata alle necessità della neonata scuola di musica e l'ala nord utilizzata come sede museale. Molto interessante è anche la storia del parco, creato sul sito del giardino formale barocco, e voluto dal principe Štěpán Vilém Kinský negli anni 1719-1720. Nella parte più alta del parco nel 1733 fu piantato un viale di tigli, che si conserva, e originariamente composto da più di 800 tigli. Dopo il 1840, la famiglia Kin trasformò il giardino alla francese in un parco paesaggistico naturale, che si espanse fino ad assumere la forma recente. La parte meridionale dell'area fu modificata nel 1845 per permettere la costruzione della linea ferroviaria Olomouc-Praga.

## Descrizione
Il castello ed il suo parco si trovano nella nel centro della città di Choceň nella Regione di Pardubice (Repubblica Ceca), situati sulla riva sinistra del fiume Orlice. L'edificio del castello si trova all'estremità settentrionale dell'area, presso il ponte sul fiume che conduce al centro della città stessa. Il parco si trova dietro l'edificio del castello. Il grande parco è adibito a parco cittadino. Il castello è un'opera architettonica di grande pregio che nel corso dei secoli si è sviluppata e modificata, creando un elemento architettonico distintivo al di fuori del nucleo storico della città.

### Monumento culturale della Repubblica Ceca
La tutela dei monumenti della Repubblica Ceca considera il castello di Choceň un monumento culturale tutelato col numero di catalogo 1000136701.